# Janusz Kubik
Janusz Kubik (ur. 5 stycznia 1931 w Żyrardowie, zm. 27 lipca 1999 w Łodzi) – polski reżyser, scenarzysta i operator filmowy.
W 1954 ukończył studia na Wydziale Operatorskim łódzkiej PWSF. W 1968 otrzymał dyplom na Wydziale Reżyserii tej samej uczelni. Wyreżyserował takie filmy, jak Nad rzeką (1962), Gdzie jesteś, Luizo (1964), Draka (1970), Biohazard (1977).
Został pochowany na cmentarzu parafialnym w Łagiewnikach pod Łodzią.

## Filmografia
Reżyseria
- Biały Rycerz (1958)
- Nad rzeką (1962)
- Gdzie jesteś, Luizo (1964)
- Tomek i pies (odcinki 8 i 9) (1965)
- Dzieci z naszej szkoły (odcinki 11 i 12) (1969)
- Draka (1970)
- Biohazard (1977)

Scenariusz
- Nad rzeką (1962)
- Gdzie jesteś, Luizo (1964)
- Tomek i pies (odcinki 8 i 9) (1965)
- Dzieci z naszej szkoły (odcinki 11 i 12) (1969)
- Draka (1970)